# Hans Poetschki
Hans Poetschki (ur. 14 stycznia 1928 w Walsum, obecnie część Duisburga, zm. 30 września 1997) – niemiecki polityk, samorządowiec i nauczyciel, poseł do Parlamentu Europejskiego II kadencji.

## Życiorys
W 1950 zdał egzamin maturalny, następnie od 1951 do 1953 uczył się w Akademii Pedagogicznej w Oberhausen. Pracował jako nauczyciel, został dyrektorem szkoły i katolickiego centrum kultury w Emsdetten. Kierował też powiatowym oddziałem Unii Europejskich Federalistów.
Zaangażował się w działalność polityczną w ramach Unii Chrześcijańsko-Demokratycznej, został szefem jej struktur w Emsdetten. W latach 1969–1974 i 1975–1984 (po reformie administracyjnej i zmianie granic) zasiadał w radzie powiatu Steinfurt, będąc jego starostą. W 1975 został szefem euroregionu EUREGIO (obejmującego przygraniczne tereny Niemiec i Holandii). W 1984 uzyskał mandat posła do Parlamentu Europejskiego II kadencji. Przystąpił do Europejskiej Partii Ludowej, należał do Komisji ds. Polityki Regionalnej i Planowania Regionalnego, Delegacji ds. stosunków z Chińską Republiką Ludową i Komisji Budżetowej. Od 1989 do 1994 zasiadał w radzie gminy Emsdetten.
Odznaczony m.in. Krzyżem Zasługi I Klasy Orderem Zasługi Republiki Federalnej Niemiec (1985), Krzyżem Oficerskim Orderu Oranje-Nassau i Orderem Zasługi Nadrenii Północnej-Westfalii (1996). Jego imieniem nazwano ulicę w Emsdetten.